# Graham Ridge
Graham Ridge ist ein 450 m hoher, felsiger und exponierter Grat auf der Insel Heard im südlichen Indischen Ozean. Er steigt moderat an der Südseite des Stevenson-Gletschers an.
Namensgeber ist Edward Graham, leitender Techniker im Vermessungswesen der Australian Division of National Mapping, der 1980 an der Erstellung von Luftaufnahmen und der Durchführung von Vermessungen der Insel Heard beteiligt war.